# Ivo Linna
Ivo Linna (Kuressaare, 1949. június 12. –) észt énekes.
Maarja-Liis Ilussal közösen képviselte Észtországot az 1996-os Eurovíziós Dalfesztiválon a Kaelakee hääl című dallal. A dal végül 82 ponttal az ötödik helyezést érte el.

## Fordítás
- Ez a szócikk részben vagy egészben  az   Ivo Linna című angol Wikipédia-szócikk ezen változatának fordításán alapul.  Az eredeti cikk szerkesztőit annak laptörténete sorolja fel. Ez a jelzés csupán a megfogalmazás eredetét és a szerzői jogokat jelzi, nem szolgál a cikkben szereplő információk forrásmegjelöléseként.